# Londonske točke
Londonske točke je bil politični program obeh največjih slovenskih strank, liberalne in katoliške, iz začetka 2. svetovne vojne.
Po tem ko je Nemčija napadla Sovjetsko zvezo in je Osvobodilna fronta razglasila začetek oboroženega odpora proti okupatorjem, sta oktobra 1941 predstavnika obeh najpomembnejših slovenskih strank, liberalne in ljudske, Albert Kramer in Marko Natlačen, v imenu njunih strank uskladila vojne cilje slovenske meščanske politike, ki se je še vedno zavzemala za politiko pasivnega odpora in nasprotovala oboroženim akcijam.
Ilegalni program je predvideval združitev Slovencev v zedinjeni Sloveniji, ki bi bila del demokratične jugoslovanske federacije s kraljevsko  rodbino Karađorđevićev na čelu. Program so po skrivnih poteh poslali kraljevski begunski vladi v London. Novembra 1941 ga je na londonskem radiu BBC objavil Alojzij Kuhar, imel pa je 7 točk:
1. Obnovljena in razširjena Kraljevina Jugoslavija.
2. Samostojen in ravnopraven sestavni del Jugoslavije bodi svobodna Slovenija z vsem njej na podlagi narodnostnega načela pripadajočim gospodarsko in prometno zaokroženim ozemljem.
3. Notranja ureditev obnovljene Jugoslavije se mora izvršiti v soglasju vseh njenih sestavnih delov na podlagi enakosti pravic in dolžnosti na federativni osnovi.
4. Naloga skupne države bo: urejevanje mednarodnih odnosov, obramba državne samostojnosti in ozemeljske nedotakljivosti ter določanje splošnih smernic za skladno sožitje vseh njenih delov; vse drugo naj urejajo v svoji pristojnosti federativni državni deli.
5. Jugoslavija tvori enotno gospodarsko področje, njen gospodarsko socialni sistem mora podrediti sebične težnje posameznika narodni in javni koristi. Njena in vseh njenih sestavnih edinic politična ureditev mora sloneti na načelih demokracije.
6. V duhu popolne ravnopravnosti naj se v sporazum z bolgarskim narodom izvrši združitev Jugoslavije in Bolgarije.
7. Kot važen pogoj bodočega miru in blagostanja v Evropi smatra ustanovitev Balkanske unije, ki naj ji bo Jugoslavija hrbtenica.
Točko, po kateri so edina jugoslovanska vojska četniki Draže Mihajloviča -- zato naj bi se vanje vključile tudi vse slovenske osvobodilne organizacije - so v program vključili pozneje. Tiste, ki to niso bile pripravljene storiti, so opredelili kot izdajalske, za žrtve pa so menili, da so upravičene le, če nastanejo v akcijah, ki bi jih izvajali na zahtevo kralja in njegove vlade.
Že pred nastankom programa je svoje predloge oblikoval tudi vodja radikalno katoliških stražarjev, Lambert Ehrlich, ki je predideval tudi možnost ustanovitve neodvisne Slovenije, vendar s svojimi predlogi ni prodrl. Po objavi londonskih točk je tudi Ehrlich svoj program prav tako poslal v London, vendar niti tam ni prodrl.